# Pic de Nariolo
El Pic de Nariolo o  Pic de Mariolo és una muntanya que es troba en límit comarcal entre els termes municipals de la Torre de Cabdella (Pallars Jussà) i de la Vall de Boí (Alta Ribagorça), i en el límit del Parc Nacional d'Aigüestortes i Estany de Sant Maurici i la seva zona perifèrica.

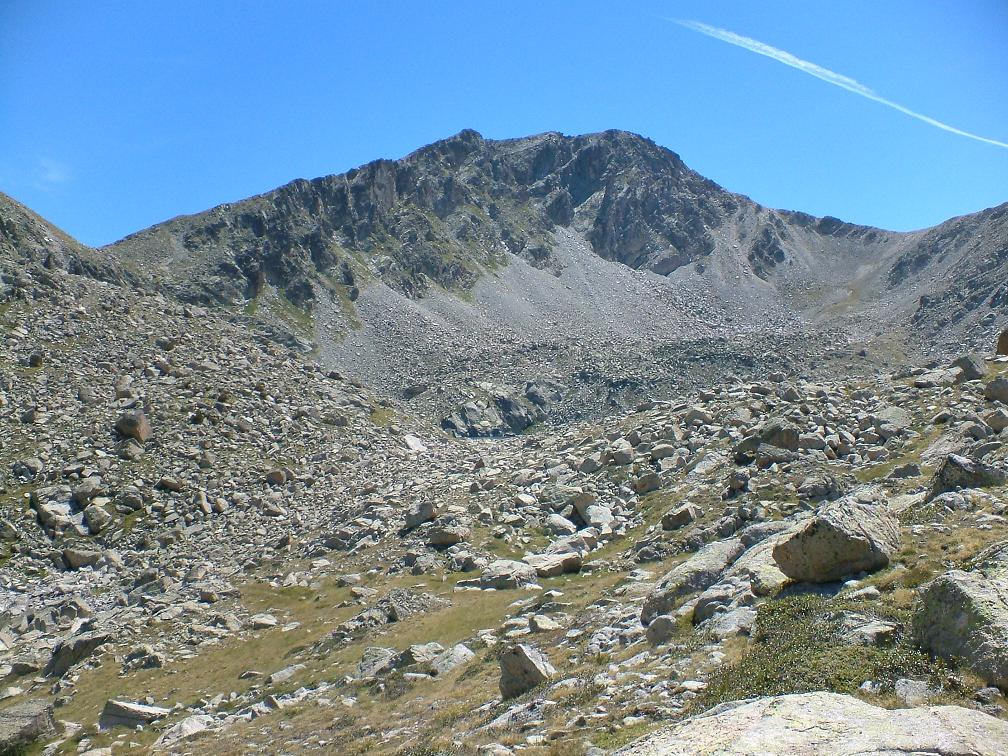
Pic de Mariolo vist des de la Vall de Morrano

El seu nom (Mariolo) «deu derivar de meridiolus, amorriador. El nom Neriolo que apareix en alguns mapes és incorrecte».
El cim, de 2.856,7 metres, s'alça en la carena que delimita la Vall de Morrano (O) i la zona nord-occidental dels Estanys de Cabdella, a la Vall Fosca (E); amb el Pic de Dellui al nord-nord-est i el Pic de Morrano a l'oest-sud-oest.
Aquest cim està inclòs al llistat dels 100 cims de la FEEC

## Rutes
Dos són els colls des d'on es pot iniciar l'ascens final al cim:
- La collada situada a l'est de l'Estany Major (de Morrano), entre els pics de Dellui i Mariolo.
- El coll situat al sud-est de l'Estany Major (de Morrano) i al sud-oest del cim.